# Laporte (Colorado)
Laporte is een plaats (census-designated place) in de Amerikaanse staat Colorado, en valt bestuurlijk gezien onder Larimer County.

## Demografie
Bij de volkstelling in 2000 werd het aantal inwoners vastgesteld op 2691.

## Geografie
Volgens het United States Census Bureau beslaat de plaats een oppervlakte van
15,9 km², waarvan 15,8 km² land en 0,1 km² water. Laporte ligt op ongeveer 1543 m boven zeeniveau.

## Plaatsen in de nabije omgeving
De onderstaande figuur toont nabijgelegen plaatsen in een straal van 32 km rond Laporte.